# Xylopia malayana
Xylopia malayana Hook.f. & Thomson – gatunek rośliny z rodziny flaszowcowatych (Annonaceae Juss.). Występuje naturalnie południowej Tajlandii, w Malezji, Indonezji oraz Papui-Nowej Gwinei. 

## Morfologia
PokrójZimozielone drzewo dorastające do 40 m wysokości. Kora jest łuszcząca się i ma białoszarawą barwę. Młode pędy są owłosione. Drzewo ma korzenie podporowe.
LiścieMają podłużnie eliptyczny kształt. Mierzą 5–14,5 cm długości oraz 2,5–6 szerokości. Są skórzaste. Nasada liścia jest ostrokątna. Wierzchołek jest ostry. Ogonek liściowy jest owłosiony i dorasta do 5–25 mm długości.
KwiatySą pojedyncze lub zebrane w parach. Rozwijają się w kątach pędów. Wydzielają zapach. Płatki mają zielonożółtawą barwę. Dorastają do 15–22 mm długości.

## Biologia i ekologia
Rośnie w lasach i na bagnach. Występuje na terenie nizinnym.